# Norman Bel Geddes

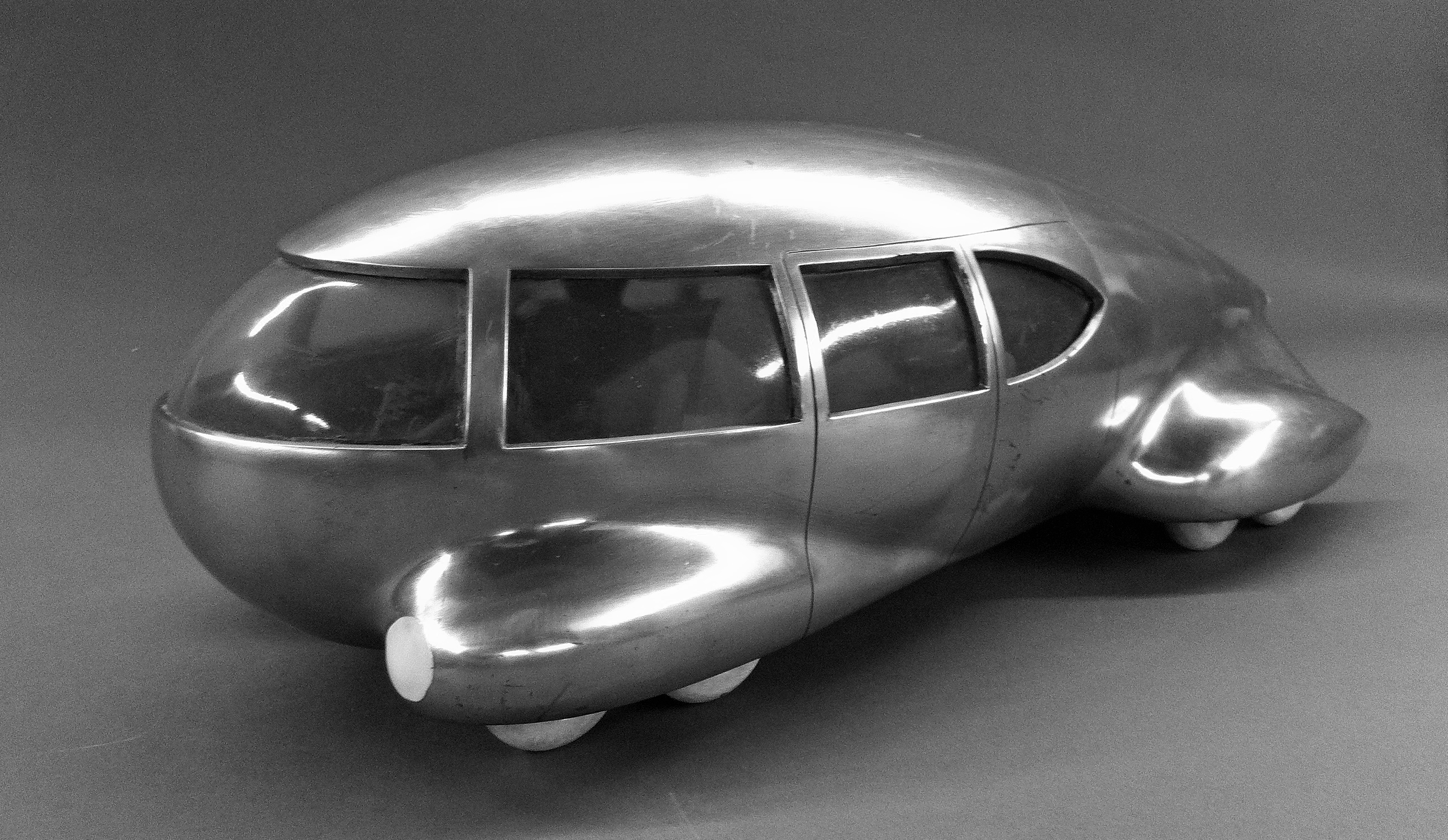
Modelo de vehículo con forma de gota diseñado por Norman Bel Geddes

Norman Bel Geddes (27 de abril de 1893 en Adrian (Míchigan)-8 de mayo de 1958) fue un diseñador industrial y teatral estadounidense que se enfocó sobre todo en el estilo aerodinámico.

## Biografía
Influenciado por los arquitectos Frank Lloyd Wright y Erich Mendelsohn, comenzó su carrera en 1918 como diseñador de escenas para la Ópera Metropolitana donde conoció a Henry Dreyfuss. En 1929 diseñó un anfibio de que incorporaba áreas para juegos de mesa, una orquesta, un gimnasio, un solárium y un hangar para dos aeronaves.
Bel Geddes fue contratado por la General Motors para diseñar el pabellón, conocido como Futurama, para la Feria de Nueva York de 1939 por el cual se hiciera muy famoso. Fue un gran exponente del estilo aerodinámico o streamlining y pionero en la asesoría empresarial en diseño.

## Obra
- El libro Horizons donde fundamenta su visión del diseño y el uso de la forma lacrimal (1932).
- El famoso sifón "Soda King Syphon" para Walter Kiddes Sales Co. (1932).

- Datos: Q278247
- Multimedia: Norman Bel Geddes / Q278247